# كاتدرائية ريمس
كاتدرائية ريمس أو كاتدرائية نوتردام في رامس واسم المدينة يُلفط رانس (بالفرنسية: Cathédrale Notre-Dame de Reims) كاتدرائية أثرية، ومقر أبرشية مدينة ريمس الفرنسية، حيث كان ملوك فرنسا يُتوجون.
تم بناء الكاتدرائية عام 1275 في محل كنيسة قديمة، دمرتها النيران في عام 1211، والتي تم تعميد كلوفيس الأول ملك الفرنجة فيها على يد أسقف ريمس القديس ريمي في عام 496 م. وقد تم إنشاء الهيكل الأصلي في موقع بعض الحمامات الرومانية.
وتعتبر الكاتدرائية اليوم أحد نقاط الجذب السياحي الرئيسية في البلاد، حيث تستقبل حوالي مليون زائر سنويا، كما تُعد واحد من عدة كاتدرائيات فرنسية يُطلق عليها اسم «كاتدرائية نوتردام». وقد تم إدراج الكاتدرائية على قائمة التراث العالمي لليونسكو عام 1991، إلى جانب دير القديس ريمي، وقصر تو.

## تاريخ

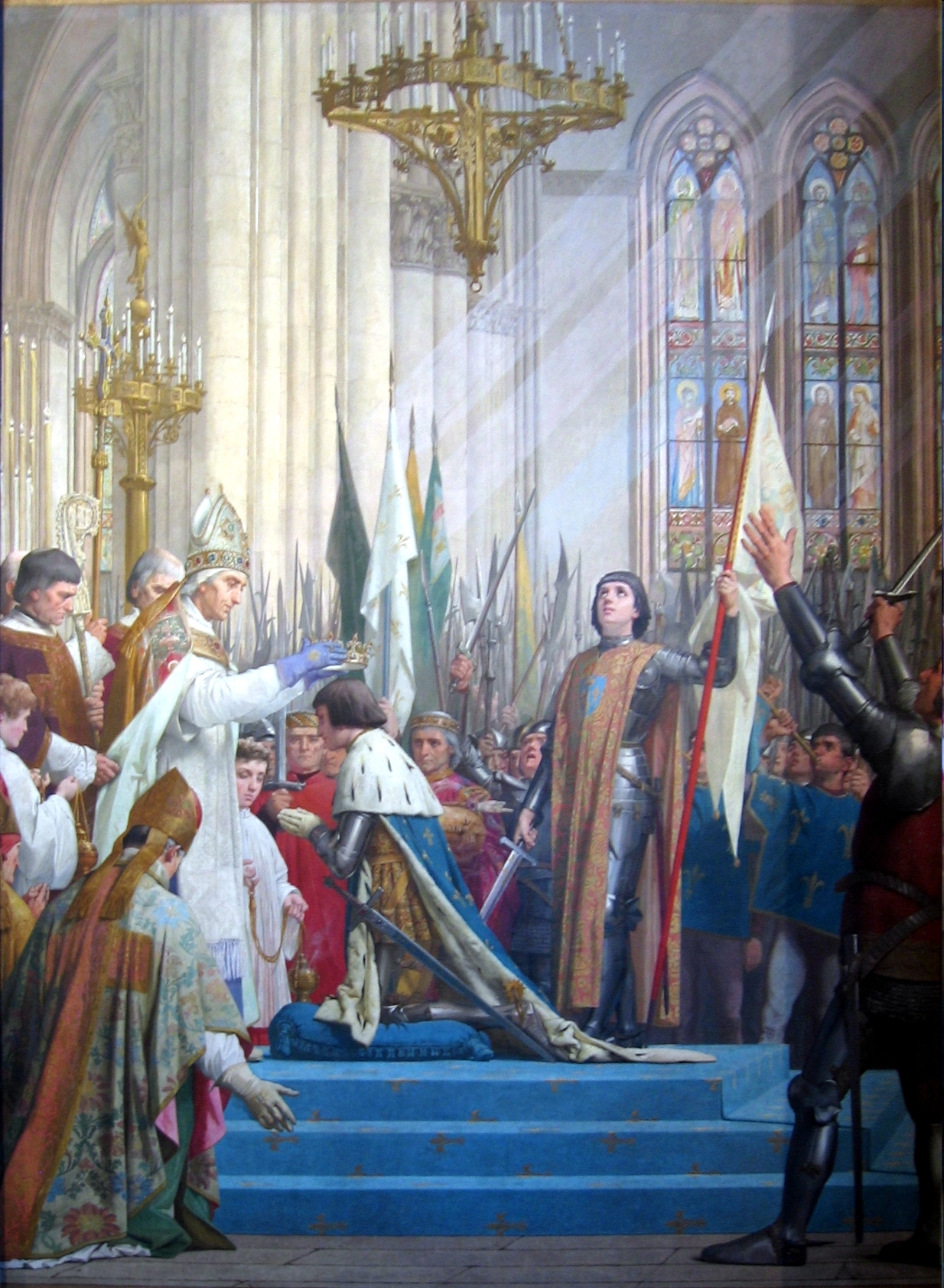
تتويج الملك شارل السابع في الكاتدرائية عام 1429.

أظهرت الحفريات أن المبنى الحالي يحتل تقريبا نفس موقع الكاتدرائية الأصلية، التي تأسست عام 400 تقريبا. وقد اُعيد بناء تلك الكنيسة خلال الفترة الكارولنجية، وتم تمديد البناء إلى القرن الثاني عشر.
تعرضت الكاتدرائية لأضرار في 6 تموز/ يوليو 1210 بسبب حريق كبير، وقد وبدأت عملية إعادة الإعمار بعد فترة وجيزة، حيث بدأت في الطرف الشرقي.
وتظهر السجلات الوثائقية تزحزح المبنى إلى الغرب من الموقع في 1218، مما يوحي إلى أن الكاتدرائية الجديدة أكبر بكثير من سابقتها، وقد تم زيادة أبعاد صحن الكنيسة بالطول حتى تتكيف مع حجم الحشود الذي كان يحضر حفل التتويج للملوك. في عام 1233 حدث نزاع استمر لفترة طويلة بين القائمين على الكاتدرائية وسكان المدينة بسبب قضايا الضرائب والاختصاص القانوني، والذي أدى إلى ثورة مفتوحة.

## التصميم
يبلغ أبعاد المناطق الداخلية من الكاتدرائية 138.75 متر بالطول، ويتسع صحن الكنيسة حوالي 30 متر، كما يبلغ الإرتفاع حوالي 38 مترا من المركز. وتتألف الكاتدرائية من صحن الكنيسة مع ممرات، جوقة مع ممرات مزدوجة، والمصليات المتنقلة. وتحتوي جدرانها على الزجاج الملون الذي يعود للفترة الممتدة من القرن الثالث عشر وحتى القرن العشرين. وتُعد النافذة الروزية فوق الباب الرئيسي من أهم وأندر محتويات الكاتدرائية.

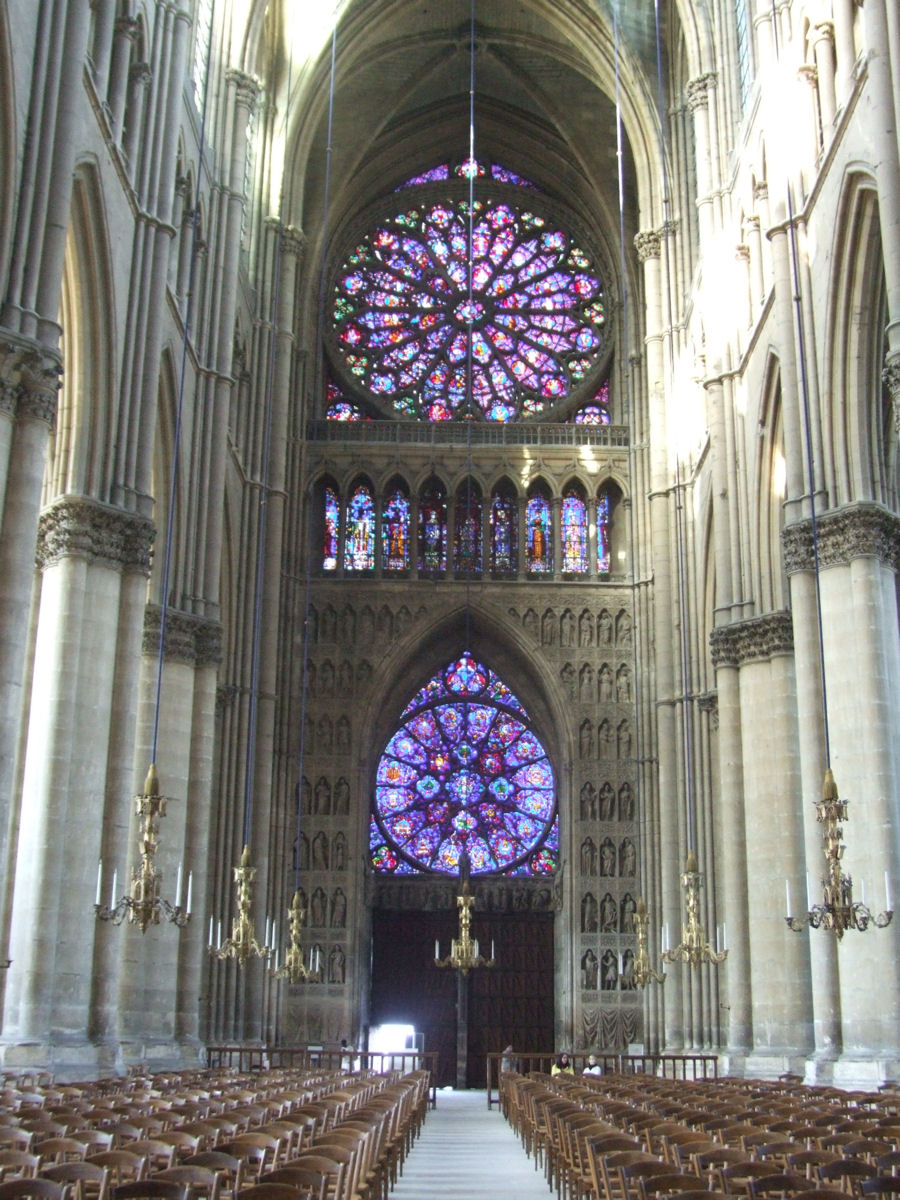
النافذة الروزية أعلى المدخل
مخطط الكاتدرائية
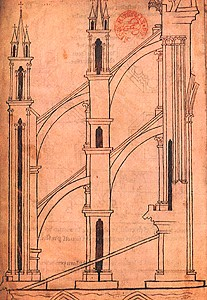
مقطع في القباب والجدران
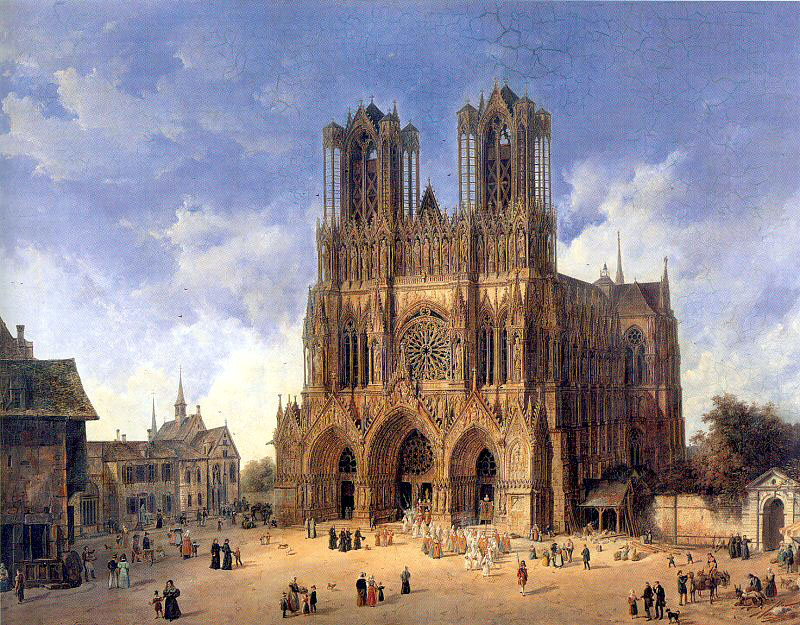
الكاتدرائية في القرن التاسع عشر

## وصلات خارجية
- كاتدرائية ريمس على موقع الثقافة الفرنسية
- صور ريمس على موقع kunsthistorie.com
- بانوراما 360 درجة نسخة محفوظة 9 ديسمبر 2020 على موقع واي باك مشين.
- فيديو للكاتدرائية مع دير القديس ريمي، وقصر تو